# Părău
Părău é uma comuna romena localizada no distrito de Brașov, na região histórica da Transilvânia. A comuna possui uma área de 111.62 km² e sua população era de 2111 habitantes segundo o censo de 2007.